# Burla (Hörselberg-Hainich)
Burla ist ein Ortsteil der thüringischen Gemeinde Hörselberg-Hainich im Wartburgkreis.

## Geografie
Der Ort Burla befindet sich am Nordosthang der Hörselberge und zählt zum Nessetal. Unmittelbar westlich des Ortsteiles verläuft seit 2010 die Bundesautobahn 4.

## Geschichte
Burla wurde 1315 erstmals urkundlich erwähnt. Der Ort gehörte nach dem Erwerb durch die Herren von Hopffgarten bis zur Aufhebung der Patrimonialgerichte Mitte des 19. Jahrhunderts zum Hopffgartenschen Gericht im Herzogtum Sachsen-Gotha, Sachsen-Gotha-Altenburg bzw. Sachsen-Coburg und Gotha. Ab 1920 lag er im Land Thüringen.
Am 1. Januar 1957 wurde Burla mit dem Nachbarort Hastrungsfeld zur Gemeinde Hastrungsfeld-Burla zusammengeschlossen. 1996 folgte die Eingemeindung in die Gemeinde Hörselberg, mit welcher der Ort 2007 in der Gemeinde Hörselberg-Hainich aufging.

## Wirtschaft, Infrastruktur und Verkehr
Burla ist ein landwirtschaftlich geprägter Ort, von Bedeutung ist insbesondere die westlich der Ortslage gelegene Agrargenossenschaft. Südlich der Ortslage befindet sich ein Gewerbegebiet.
Der nächstgelegene Autobahnanschluss liegt etwa zwei Kilometer entfernt bei Sättelstädt. Anschluss an den Eisenbahnverkehr besteht am Haltepunkt Sättelstädt der Thüringer Bahn.